# Saint-Geniès-de-Malgoirès
Saint-Geniès-de-Malgoirès is een gemeente in het Franse departement Gard (regio Occitanie). De plaats maakt deel uit van het arrondissement Nîmes. Saint-Geniès-de-Malgoirès telde op 1 januari 2022 3.172 inwoners.

## Geografie
De oppervlakte van Saint-Geniès-de-Malgoirès bedroeg op 1 januari 2022 11,54 vierkante kilometer; de bevolkingsdichtheid was toen 274,9 inwoners per km².

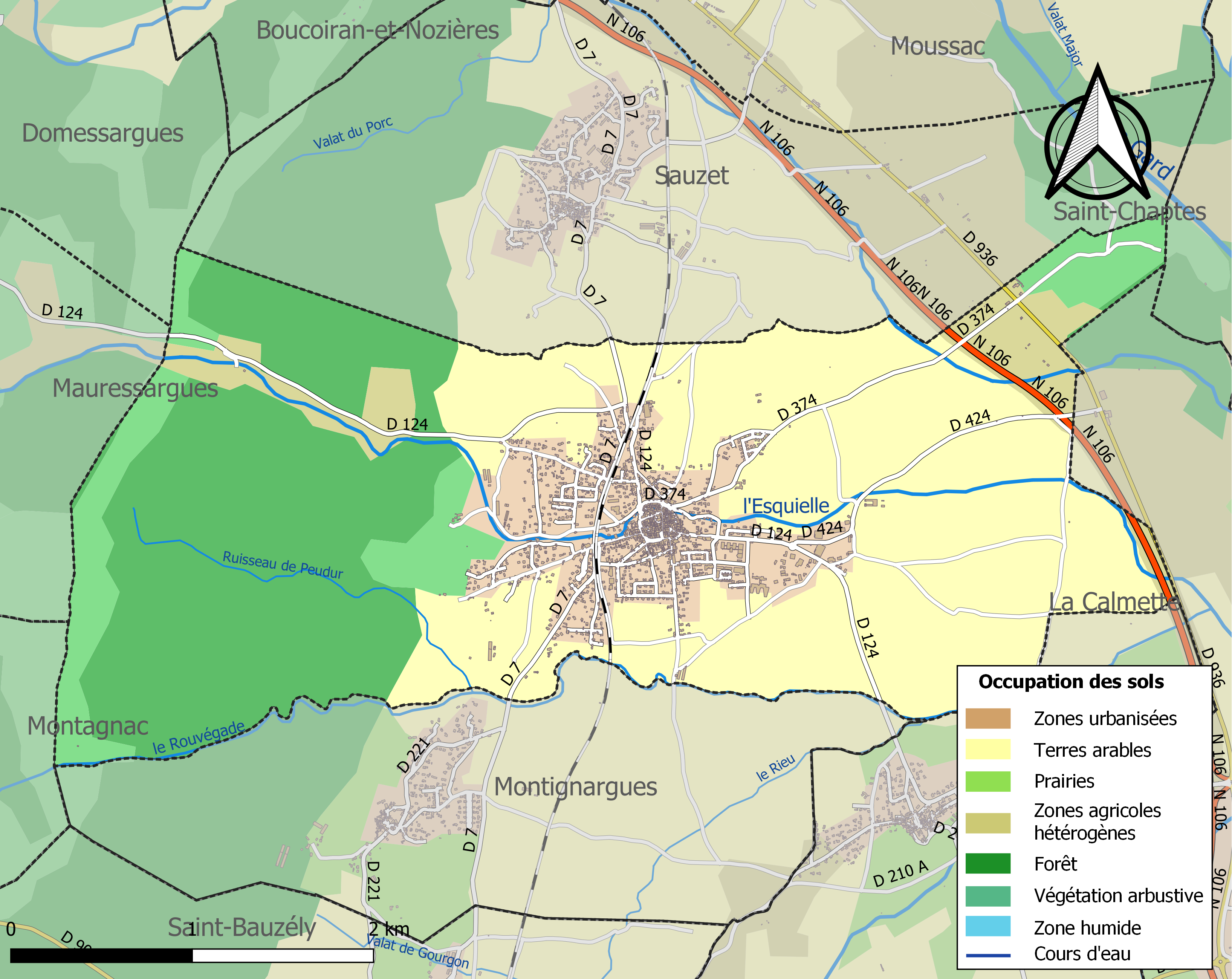
Kaart van de gemeente met belangrijkste infrastructuur, bodemgebruik en omliggende gemeenten

## Verkeer
In de gemeente ligt de spoorweghalte Saint-Geniès-de-Malgoirès.

## Demografie
Onderstaande figuur toont het verloop van het inwonertal (bron: INSEE-tellingen).